# 木莎卡

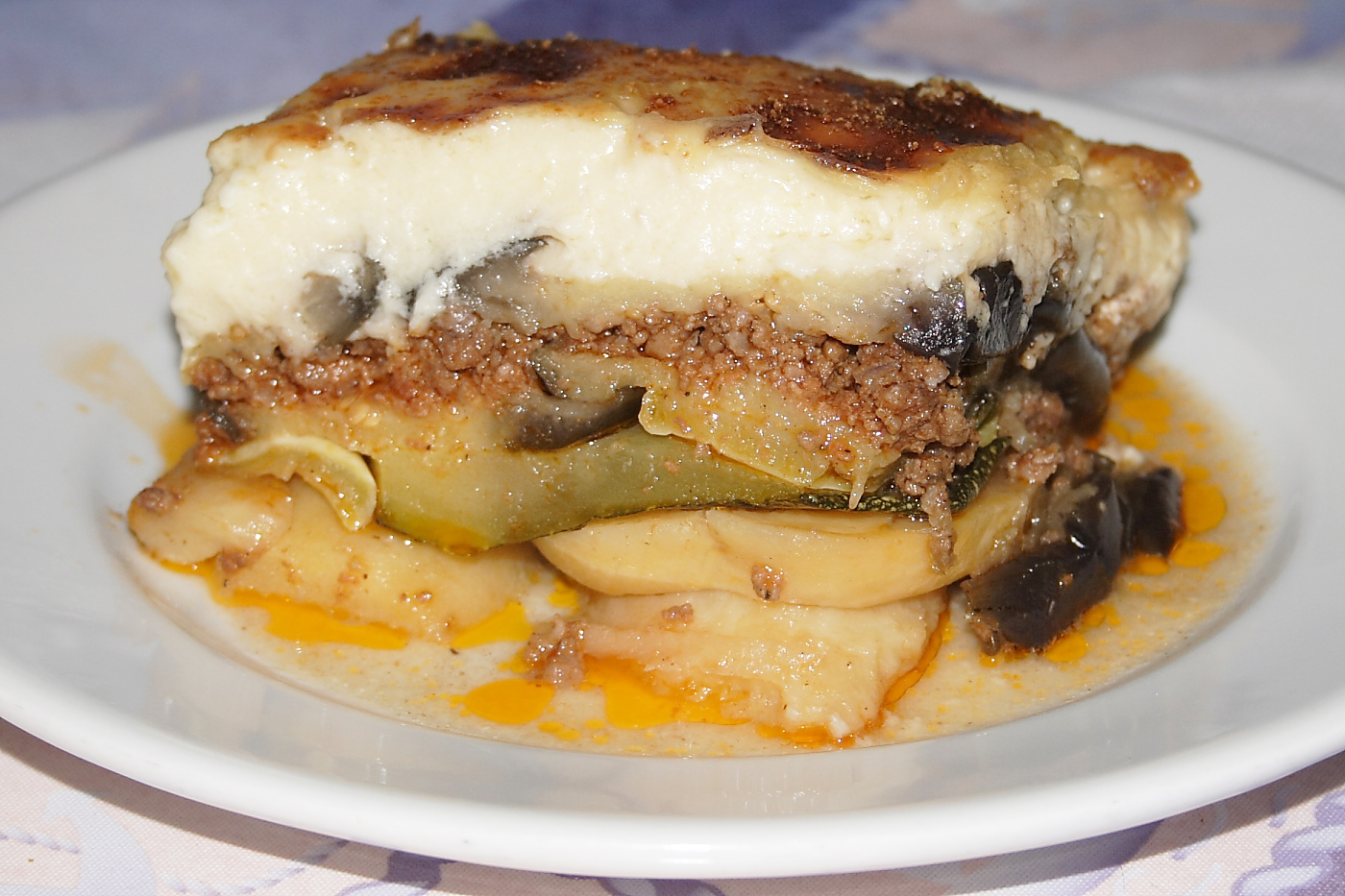
木莎卡

木莎卡（希腊语: μουσακάς Mousakas；土耳其语：musakka），又譯茄子肉醬千層批、希臘茄盒，主要使用炒茄子与番茄或櫛瓜，通常會加入碎肉。流行于巴尔干地区、中东等地。最知名的木莎卡为希腊木莎卡。
木莎卡一词源自阿拉伯语（musaqqaʿa），原意为“加水”。